# .berlin
.berlin – domena najwyższego poziomu (TLD) przeznaczona dla mieszkańców Berlina. Według organizacji dotBERLIN .berlin umożliwi wszystkim mieszkańcom Berlina rejestrację swoich domen pod .berlin
Wraz z domenami najwyższego poziomu takimi jak .london i .africa oraz innymi nowymi domenami znajdują się w kategorii Domen Geograficznych. Kwestia nowych domen najwyższego poziomu w ogóle, a .berlin w szczególności, była omawiana na różnych posiedzeniach ICANN od 2005 r.
Oświadczenie zwolenników propozycji domeny .berlin brzmi następująco:
.berlin jest niezależną domeną najwyższego poziomu społeczności berlińczyków (w) Internecie. Dostępne dzięki niej adresy lokalne są zwięzłe i tworzą tożsamość dla obywateli, firm i instytucji. Osoby dostarczające i poszukujące informacji, towarów i usług mogą w ten sposób intuicyjnie się do siebie zbliżyć. Domeny .berlin wzmacniają poczucie wspólnoty wśród mieszkańców Berlina, poprawiają komunikację i ułatwiają interakcję, stanowiąc tym samym bodziec dla innowacji i rozwoju. Zarówno dla Berlińczyków, jak i dla osób spoza Berlina, miejsca zwane Berlinem stają się bardziej atrakcyjne jako miejsce do odwiedzenia, jako lokalizacja handlowa oraz jako miejsce do życia.
W dniu 31 października 2013 roku dotBERLIN GmbH & Co. KG podpisała z ICANN umowę o rejestrze .berlin.berlin oficjalnie wystartował 18 marca 2014 roku. Dyrektorem zarządzającym dotBERLIN jest Dirk Krischenowski.